# Patrick Lebreton
Pour les articles homonymes, voir Lebreton.
Patrick Lebreton, né le 6 septembre 1963 à Saint-Joseph (La Réunion), est un homme politique français.
Membre du Parti socialiste (PS) jusqu’en 2016, il est maire de Saint-Joseph depuis 2001, député de 2007 à 2017 et premier vice-président du conseil régional de La Réunion depuis 2021.

## Biographie

### Situation personnelle
Né à Saint-Joseph d'une famille modeste dans le quartier des Bas de Jean-Petit, Patrick Lebreton fait ses études au collège Joseph Hubert, à Saint-Joseph, puis au lycée Saint-Charles, à Saint-Pierre.
À l'issue du baccalauréat, il commence des études d'histoire et de bibliothécaire. Après son DEUG, il entre dans la fonction publique comme secrétaire administratif.

### Parcours politique

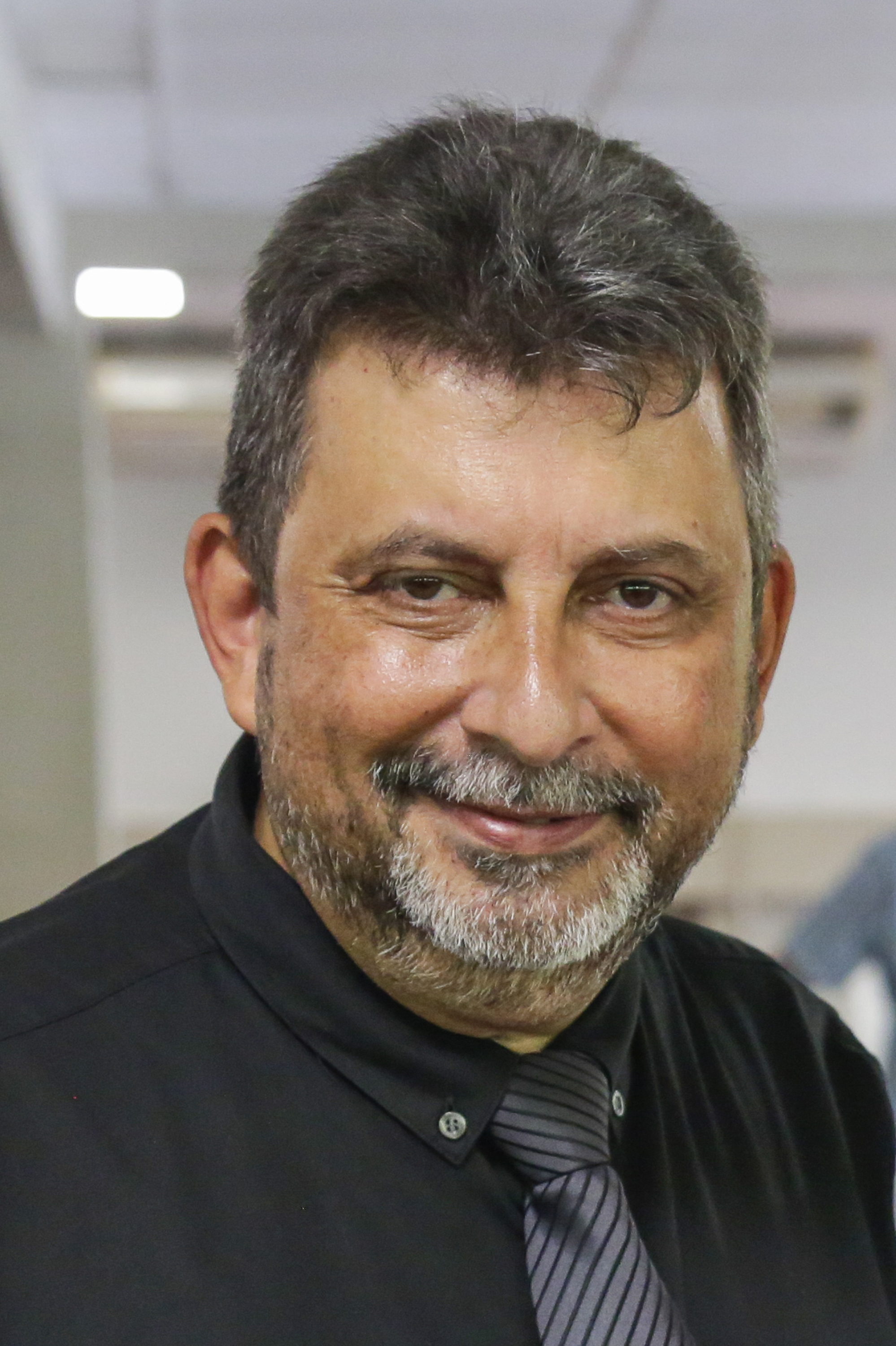
Patrick Lebreton en 2019.

En 1982, il fonde une section des jeunes socialistes à Saint-Joseph et participe activement aux campagnes électorales du PS. Il travaille à la région en contact avec Pierre Lagourgue, obtient une licence de droit public appliqué aux collectivités locales. Il est élu maire de Saint-Joseph en 2001 après avoir fait ses armes à Petite-Île au côté de Christophe Payet. Il rompt avec lui à l'occasion des élections régionales de 2004.
Devenu conseiller général entre-temps, il remporte les élections législatives de 2007 dans la quatrième circonscription de La Réunion en captant 58,2 % des voix face à Michel Fontaine, candidat UMP et maire de Saint-Pierre. Vice-président de la communauté de communes du Sud, Patrick Lebreton abandonne alors son mandat de conseiller général mais conserve celui de maire de Saint-Joseph. En tant que député, il s'investit notamment sur le droit au logement.
Il est réélu maire de Saint-Joseph après que sa liste a obtenu 75,5 % des suffrages exprimés lors des élections municipales de 2008, puis député de la 4e circonscription de La Réunion au premier tour des élections législatives de 2012 avec 51,1 % des voix.
Le 12 février 2013, il fait partie des quatre députés du groupe socialiste à voter contre le projet de loi ouvrant le mariage aux couples de même sexe. Il confirme son vote d'opposition au texte lors du vote définitif, le 23 avril 2013.
Il fonde le Mouvement Le Progrès avec d'autres élus socialistes en mars 2013.
Réélu maire de Saint-Joseph pour un troisième mandat à l’issue des élections municipales de 2014 (sa liste ayant obtenu 55,5 % des suffrages au premier tour), il se présente aux élections régionales de 2015 à La Réunion à la tête d'une liste dissidente du Progrès avec le Parti communiste réunionnais (PCR), qui arrive en quatrième position au premier tour avec 7,1 % des voix. Pour le second tour, Patrick Lebreton fusionne sa liste avec celle conduite par Huguette Bello.
Critiquant le recours du gouvernement Valls à l’article 49-3 de la Constitution pour faire adopter le projet de loi El Khomri, il quitte le groupe socialiste à l'Assemblée nationale en 2016.
Il est membre de l'équipe de campagne d'Arnaud Montebourg pour la primaire citoyenne de 2017. Après avoir parrainé Benoît Hamon, il appelle à voter pour Emmanuel Macron contre Marine Le Pen au second tour de l'élection présidentielle. Il ne se représente pas aux élections législatives de 2017, en application de la loi sur le cumul des mandats.
Le 15 mars 2020, au premier tour des élections municipales à Saint-Joseph, sa liste « Saint-Joseph uni » l'emporte avec 65,5 % des suffrages exprimés. En raison de la crise sanitaire du coronavirus, l'installation du conseil municipal, initialement prévue le samedi suivant l'élection, est reportée. Il est réélu maire le 27 mai 2020.
Candidat à la présidence de la communauté d'agglomération du Sud (CASUD) le 10 juillet suivant, il arrive à l’issue de trois tours de scrutin à égalité avec André Thien Ah Koon, maire du Tampon et président sortant, qui est réélu au bénéfice de l’âge en vertu du Code général des collectivités territoriales. Dans la foulée, Patrick Lebreton annonce sa volonté d’engager une procédure de retrait de Saint-Joseph de la CASUD, déplorant « un immobilisme » et « une intercommunalité centrée autour d’une seule grande commune », et rallie à ses vues le maire de Saint-Philippe. Le plan de sortie adopté par la CASUD prévoit un retrait des deux communes le 31 juillet 2021, le sous-préfet de Saint-Pierre ayant donné la date butoir du 31 décembre 2021.
De nouveau candidat aux élections régionales de 2021 à La Réunion, il arrive en cinquième position au premier tour avec 7,8 % des voix. Comme en 2015, il fusionne sa liste avec celle conduite par Huguette Bello (arrivée deuxième) pour le second tour,. Élu conseiller régional, il devient premier vice-président du conseil régional de La Réunion le 2 juillet 2021, lors de la séance d'installation du conseil.

### Source
- Le Quotidien de La Réunion, 15 juin 2007.